# Antenne Créole Guyane
Pour les articles homonymes, voir ACG.
Antenne Créole Guyane, également connue sous le sigle ACG, est une chaîne de télévision généraliste locale privée diffusée dans le département de la Guyane sur le réseau analogique hertzien et par satellite dans la Caraïbe.

## Histoire de la chaîne
La chaîne de télévision privée Kanal Kréyol Cayenne, créée et présidée par Frédéric Lancri, émet illégalement sur le réseau analogique hertzien de Cayenne depuis mars 1989. Le 6 octobre 1992, le Conseil supérieur de l'audiovisuel procède à un appel à candidatures visant à implanter une ou plusieurs chaînes de télévision privées à caractère local ou régional diffusées en clair en Guyane. À la suite de l'audition publique des candidats le 10 décembre et après avis consultatif du conseil régional, le CSA délivre le 21 décembre 1993 une autorisation d'émettre sur deux fréquences à Cayenne et Kourou au projet Antenne Créole Guyane (ACG) porté par Frédéric Lancri, face au groupement Ibis TV et ATV. La chaîne pirate Kanal Kréyol Cayenne cède la place à ACG, chaîne généraliste à vocation musicale et sportive, qui commence à émettre ses programmes le 15 mars 1994. C'est la première chaîne de télévision commerciale privée autorisée en Guyane et la première concurrente pour RFO Guyane.
Entre 1993 et 2000, la chaîne se lance dans la productions et la diffusion de programmes novateurs mais rencontre tout de même les pires difficultés pour trouver un modèle économique pérenne. Tout en se battant pour obtenir l’exclusivité des programmes de TF1 en raison du droit de préemption dont bénéficie RFO à l’époque, ACG a produit de nombreuses émissions locales en direct telles que Bonjour chez vous présentée par Cassandre Joigny puis Katia Clet ainsi que de nombreuses émissions tournées montées telles que Fouyaya présentée par Tatie Léodate ou encore Boom Bye Bye présentée par Franck et Boulou. Durant cette période, ACG lance un journal d’information locale, diffusé quotidiennement à 19h00 qui est présenté successivement par Frantz Montoban, Nicolas Piétrus et Valérie Lancri. Cette période est également marquée par la diffusion de nombreux programmes sportifs en direct : « les KO d’ACG » présenté et commenté par Frédéric Lancri, « le Championnat de football brésilien » présenté et commenté par Jean Claude Gruca et Christian Stanislas ainsi que « Le Championnat de Basket-ball NBA » présenté et commenté par Wladimir Mangachoff. Malgré tous ces programmes qui réunissent une large audience, ACG rencontre tout de même  des difficultés financières liées aux coûts d'achat des programmes métropolitains et à l'étroitesse du marché publicitaire guyanais, dont RFO s'adjuge historiquement une belle part. Ces difficultés correspondent également à l'apparition dans le bouquet de Canalsat Caraïbe, des deux chaînes partenaires historiques fournisseur de programmes, TF1 et M6.   
En 2000, la famille Lancri quitte la Guyane et décide de mettre ACG en vente. Après plusieurs tentatives avortées et voyant que la vente ne se fait pas, Wladimir Mangachoff alors chargé de la direction commerciale de la chaîne, propose à la famille Lancri de leur racheter leurs parts par le biais d’un nouveau tour de table composé exclusivement de jeunes chefs d’entreprises guyanais comme lui. La vente est finalement actée courant second semestre 2001.
À partir d’août 2001, la nouvelle équipe dirigée par Wladimir Mangachoff amorce une période de redressement spectaculaire permettant à ACG de diminuer son passif de moitié en trois ans (aux alentours d’1 million à 500 000 euros).
En 2005, les actionnaires demandent à Wladimir Mangachoff de s’occuper prioritairement du lancement et de la direction de leur nouvelle radio NRJ Guyane qui verra effectivement le jour le 13 janvier 2006. Durant cette même année 2005, les difficultés d’ACG reprennent en raison entre autres, des grèves intervenues en Guyane, qui ont bloqué le port de Dégrad des Cannes, affectant de fait les entreprises/annonceurs de la chaîne guyanaise.  
Durant les exercices 2005, 2006 et 2007, ACG perd aux alentours de 900 000 € pour atteindre un passif d’environ 1,4 million d’euros.
En novembre 2007, à la suite de la démission de Marc Ho A Chuck, les actionnaires demandent à Wladimir Mangachoff de reprendre la présidence d’ACG.
Malgré un exercice 2008 marqué par un retour à l’équilibre, la direction d’ACG se voit contrainte en février 2009, de placer la chaîne en cessation de paiement avec un passif annoncé avoisinant les 1,4 million d’euros. Mise en redressement judiciaire, la direction de la société propose un plan de continuation qui nécessite une importante relance du chiffre d’affaires. Malgré un exercice 2009 de nouveau équilibré, constatant l’ampleur des difficultés, Le lundi 28 décembre 2009, le tribunal de commerce de Cayenne annonce la conversion du redressement judiciaire de la société en liquidation judiciaire, entraînant le licenciement des neuf salariés restants. ACG dépose le bilan le 31 décembre et cesse définitivement d'émettre le jeudi 28 janvier 2010. Elle finira par être remplacée par la chaîne Antenne Télévision Guyane qui fut créée le 28 mai 2012 et qui a pris depuis le nom d'ATV Guyane en septembre 2015, à la suite de son intégration dans le giron du groupe ATV.

## Organisation

### Dirigeants
Présidents :
- Frédéric Lancri : 4 mars 1994 - 14 février 2002
- Marc Ho-A-Chuck : 14 février 2002  - 26 novembre 2007
- Wladimir Mangachoff : 26 novembre 2007 - 28 janvier 2010

Directeur général puis directeur général délégué:
- Wladimir Mangachoff : 14 février 2002  - 26 novembre 2007

Directeur de l'antenne :
- Mickaël Lancri
- Yves Robin

Rédacteur en chef :
- Valérie Lancri : 1994 - 2000
- Patrick Clark : 2001 - 2006
- Daniel Nlandu-Nganga : 2006 - 2008

### Capital
Antenne Créole Guyane est une société anonyme à conseil d'administration, créée le 4 mars 1994 et immatriculée au registre du commerce des sociétés de Cayenne sous le numéro B394188460, au capital de 533 500 euros.
Le 14 février 2002, le conseil d'administration d'Antenne Créole Guyane procède, avec l’agrément du CSA, à une modification de son capital détenu à 53,56 % par la SARL Novalis (gérant Marc Ho-A-Chuck), à 35,89 % par Wladimir Mangachoff, à 3,57 % par Stéphane Prévot, à 3,57 % par Tony Succar, à 2,14 % par Raymond Abchee, à 1 % par la Société Antilles Optique de précision et à 0,17 % par Marc Ho-A-Chuck. 
Le 5 février 2008, les propriétaires de La Une Guadeloupe et d'Antenne Créole Guyane s'allient au sein de la société Amazone Caraïbes Télévision afin de renforcer les synergies entre les deux canaux de diffusion.

### Siège
Le siège d'Antenne Créole Guyane est alors situé au 31, avenue Louis-Pasteur à Cayenne.

## Programmes
Bien que généraliste, la grille des programmes d'ACG est initialement plutôt musicale et sportive, mêlant dix-sept heures par jour émissions locales et programmes achetés aux chaînes métropolitaines privées TF1, M6 et MCM International, ainsi qu'à la chaîne américaine ESPN. ACG produit trois heures d'émissions locales par jour avec de l'information, des débats et des magazines. 
Antenne Créole Guyane travaille en partenariat avec Antilles Télévision et La Une Guadeloupe pour l'acquisition à moindres frais de programmes extérieurs. ACG diffuse également des émissions musicales produites en Martinique par ATV.

### Émissions locales
- Le 19h lokal : Journal télévisé guyanais
- ACG midi : magazine d'actualité et de service présenté par Jordan Rizzi et diffusé chaque midi.
- Débat lokal : émission présentée par Jordan Rizzi.
- Nou té la
- Profil
- Guyan' Artisanat : magazine sur l'artisanat en Guyane.
- Fouyaya et Vaval : magazine en créole sur le carnaval.
- Zik On Air : magazine musical
- Bonjour Chez Vous
- Club Vacances
- Vakans Adonf'
- Les BB Animés

### Présentateurs et animateurs
- Jordan Rizzi
- Jean-Maurice Montoute
- Tatie Léodate
- Cassandre Joigny

## Diffusion

### Analogique hertzien
ACG fut diffusée pendant 14 ans sur le réseau analogique hertzien UHF SÉCAM K’ du département de la Guyane française via six émetteurs TDF (56 H à Cayenne-Ilot de la Mère, 39 H à Cayenne-Montagne du Tigre, 44 H à Kourou-Paracaïbo, 34 H à Sinnamary-Corossony, 43 H à Mana et 27 H à Saint-Laurent-du-Maroni) jusqu'en décembre 2008 où elle cesse d'être diffusée à la suite d'un désaccord avec TDF. Les Guyanais qui souhaitent voir la seule chaîne privée de Guyane doivent alors s'abonner au satellite.

### Satellite
ACG est alors diffusée par satellite sur Canalsat Caraïbes depuis le octobre 2006. Elle est émise depuis la Guyane par satellite afin d'être reçue à Paris pour être remultiplexée dans le bouquet Canalsat Caraïbes. 